# Demolición submarina
La demolición submarina se refiere a la deliberada destrucción o neutralización de obstáculos submarinos naturales o artificiales, ambos con propósitos militares y civiles.

## Historia

### John G. Foster
Poco después de la guerra civil estadounidense, el general mayor John G. Foster, un ingeniero de West Point, fue conocido como uno de los primeros expertos en demolición submarina. En 1869, escribió un manual sobre las demoliciones bajo el agua y se convirtió en una autoridad ampliamente reconocida en el tema. Algunas de sus técnicas y teorías seguían aún en práctica durante la guerra Española-Estadounidense y en la Primera Guerra Mundial.